# Antiochos (general)
Antiochos (grekiska: Αντίοχος, latin: Antiochus) var en makedonisk general som levde under Filip II av Makedoniens regeringstid, 359 f.Kr.-336 f.Kr. Han kom ursprungligen från staden Orestis i antika Makedonien (nordvästra delen av dagens Grekland).
Antiochos tjänade som general under Filip II av Makedonien och var av honom en uppskattad officer. Antiochos kom från en adlig familj. Hans far hette Seleukos och hans bror var Ptolemaios Somatophylax. Antiochos gifte sig med Laodike som kallades Den Makedonska Kvinnan. Laodice födde sonen Seleukos cirka 358 f.Kr. Denne blev en av Alexander den stores generaler. Efter Alexanders död grundade han och blev som Seleukos I Nicator den första kungen av det seleukidiska imperiet. De fick även en dotter, Didymeia. Föräldrarna låtsades, till följd av att Laodike hade en dröm, att guden Apollon var den verkliga fadern åt Seleukos.
När Seleukos blev kung, grundade han och namngav sexton städer för att hedra sin far. Dessa inkluderar den syriska staden Antiokia (som nu ligger i dagens Turkiet) och seleukidernas militära utposter som Antiochia Caesarea i Pisidien. 
Genom Seleukos, fick Antiochos tretton seleukidkungar som bär hans namn och har hans namn från konungariket Commagene. Antiochos fick genom sin son ättlingar från 300-talet f.Kr. fram till 500-talet och eventuellt ännu längre.

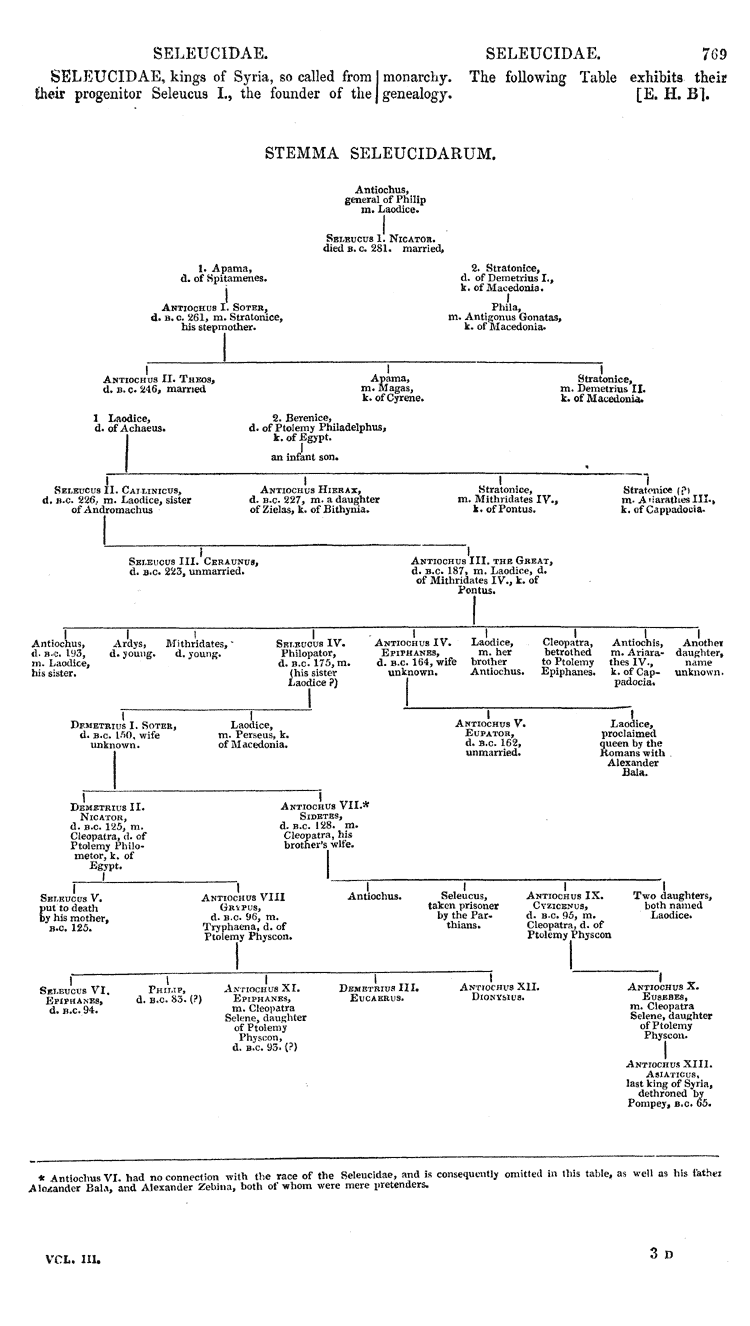
Seleukidiska kungar